# Araken Patusca
Araken Patusca (17 de julio de 1905-24 de enero de 1990) fue un futbolista brasileño. Fue delantero, y jugó para la selección de fútbol de Brasil en la Copa Mundial de Fútbol de 1930. Ganó un Campeonato Paulista en 1931 con el Santos Futebol Clube y en 1935 otro pero con el Club Independiente.

## Clubes como jugador
- Santos Futebol Clube
- Club Athlético Santista
- São Paulo Futebol Clube
- Club Independente
- Clube Atlético Estudantes Paulista

- Datos: Q523604